# دهستان خرم‌مکان
دهستان خرم‌مکان نام دهستانی در بخش کامفیروز شهرستان مرودشت، استان فارس در ایران است. براساس سرشماری مرکز آمار ایران در سال ۱۳۸۵، جمعیت آن ۸۷۶۶ نفر (۱۷۱۶ خانوار) بوده‌است.